# قائمة الرحلات والاستقبالات الرئاسية التي أجراها أحمد الشرع
هذه قائمة بالرحلات والاستقبالات الرئاسية الدولية التي أجراها أحمد الشرع منذ سقوط نظام الأسد وتوليه السلطة في 8 كانون الأول 2024. وتولى الرئاسة رسمياً في 29 كانون الأول 2025.

## 2024

### كانون الأول
- في 16 كانون الأول 2024 استقبل القائد أحمد الشرع ورئيس مجلس الوزراء محمد البشير وفداً تركياً قطرياً ضم هاكان فيدان وزير الشؤون الخارجية وإبراهيم قالن رئيس جهاز الاستخبارات الوطنية وخلفان بن علي الكعبي رئيس جهاز أمن الدولة القطري برفقة فريق استشاري موسّع.[4][5][6][7]
- في 16 كانون الأول 2024 قام القائد أحمد الشرع ورئيس مجلس الوزراء محمد البشير باستقبال توم فليتشر وكيل الأمين العام للشؤون الإنسانية ومنسق الإغاثة في حالات الطوارئ.[8][9][10]
- في 16 كانون الأول 2024 قام القائد أحمد الشرع ورئيس مجلس الوزراء محمد البشير باستقبال وفداً أممياً برئاسة غير بيدرسون مبعوث الأمم المتحدة إلى سوريا.[11][12][13]
- في 17 كانون الأول 2024 قام القائد أحمد الشرع باستقبال وفداً ألمانياً برئاسة توبياس تونكل ممثل وزارة الخارجية الألمانية في الشرق الأوسط وشمال أفريقيا مع آن سنو الممثلة الخاصة للمملكة المتحدة في سوريا.[14][15][16][17][18][19]
- في 17 كانون الأول 2024 قام القائد أحمد الشرع باستقبال وفداً بريطانياً برئاسة ستيفن هيكي مدير قسم الشرق الأوسط وشمال أفريقيا في وزارة الخارجية والكومنولث والتنمية.[20][21][22]
- في 20 كانون الأول 2024 استقبل القائد أحمد الشرع وفداً أمريكياً برئاسة باربرا ليف مساعد وزير الخارجية لشؤون الشرق الأدنى  [لغات أخرى]‏.[23]
- في 22 كانون الأول 2024 قام القائد أحمد الشرع برفقة رئيس مجلس الوزراء محمد البشير ووزير الخارجية أسعد الشيباني باستقبال وفداً تركياً برئاسة هاكان فيدان وزير الشؤون الخارجية.[24][25][26]
- في 23 كانون الأول 2024 قام أحمد الشرع ووزير الخارجية أسعد الشيباني باستقبال وفداً أردنياً برئاسة أيمن الصفدي نائب رئيس الوزراء وزير الخارجية وشؤون المغتربين.[27][28][29][30]
- في 23 كانون الأول 2024 قام أحمد الشرع ووزير الخارجية أسعد الشيباني باستقبال وفداً قطرياً برئاسة محمد بن عبد العزيز بن صالح الخليفي وزير الدولة بوزارة الخارجية.[31][32][33][34]
- في 26 كانون الأول 2024 قام أحمد الشرع ووزير الخارجية أسعد الشيباني ورئيس جهاز الاستخبارات أنس خطاب باستقبال وفداً عراقياً برئاسة حميد الشطري رئيس جهاز المخابرات الوطني المبعوث عن رئيس الوزراء.[35][36][37]
- في 28 كانون الأول 2024 قام أحمد الشرع باستقبال وفداً ليبياً برئاسة وليد عمار اللافي وزير الدولة للاتصال والشؤون السياسية.[38][39][40]
- في 28 كانون الأول 2024 قام أحمد الشرع باستقبال وفداً بحرينياً برئاسة أحمد بن عبد العزيز آل خليفة رئيس جهاز الأمن الاستراتيجي.[41][42][40]
- في 30 كانون الأول 2024 قام أحمد الشرع ووزير الخارجية أسعد الشيباني باستقبال وفداً أوكرانياً برئاسة أندريه سيبيغا وزير الشؤون الخارجية.[43][44][45]
- في 30 كانون الأول 2024 قام أحمد الشرع ووزير الخارجية أسعد الشيباني ورئيس جهاز الاستخبارات أنس خطاب باستقبال الأمين العام لمجلس التعاون الخليجي جاسم البديوي ووزير خارجية الكويت عبد الله اليحيا.[46][47][48]

## 2025

### كانون الثاني
- في 3 كانون الثاني 2025 استقبل أحمد الشرع ووزير الخارجية أسعد الشيباني وزير الخارجية الفرنسي جان نويل بارو ووزيرة الخارجية الألمانية أنالينا بيربوك والقائم بأعمال بعثة الاتحاد الأوروبي لدى سورية مايكل أونماخت.[49][50][51][52]
- في 8 كانون الثاني 2025 استقبل أحمد الشرع ووزير الخارجية أسعد الشيباني وفداً بحرينياً برئاسة عبد اللطيف بن راشد الزياني وزير الخارجية.[53][54][55]
- في 11 كانون الثاني 2025 استقبل أحمد الشرع ووزير الخارجية أسعد الشيباني وفداً عُمانياً برئاسة عبد العزيز بن عبدالله الهنائي، السّفير المتجول في وزارة الخارجية، المبعوث الخاص لسلطان عمان.[56][57][58]
- في 11 كانون الثاني 2025 استقبل أحمد الشرع ووزير الخارجية أسعد الشيباني وفداً لبنانياً برئاسة نجيب ميقاتي رئيس الوزراء.[59][60][61]
- في 15 كانون الثاني 2025 استقبل أحمد الشرع وفداً من المفوضية السامية للأمم المتحدة لحقوق الإنسان برئاسة فولكر تورك.[62][63][64]
- في 16 كانون الثاني 2025 استقبل أحمد الشرع ورئيس جهاز الإستخبارات أنس خطاب وفداً قطرياً برئاسة محمد بن عبد الرحمن آل ثاني رئيس الوزراء وزير الخارجية.[65][66][67][68]
- في 17 كانون الثاني 2025 استقبل أحمد الشرع ووزير الخارجية أسعد الشيباني وفداً من المحكمة الجنائية الدولية برئاسة كريم أحمد خان المدعي العام للمحكمة الجنائية الدولية  [لغات أخرى]‏.[69][70][71]
- في 18 كانون الثاني 2025 استقبل أحمد الشرع ووزير الخارجية أسعد الشيباني وفداً من جامعة الدول العربية برئاسة حسام زكي الأمين العام المساعد والممثل الشخصي للأمين العام لجامعة الدول العربية.[72][73][74]
- في 19 كانون الثاني 2025 استقبل أحمد الشرع ووزير الخارجية أسعد الشيباني وفداً نرويجياً برئاسة إسبن بارث إيدي وزير الشؤون الخارجية.[75][76]
- في 20 كانون الثاني 2025 استقبل أحمد الشرع ووزير الخارجية أسعد الشيباني وفداً أممياً برئاسة غير بيدرسون مبعوث الأمم المتحدة إلى سوريا.[77][78][79]
- في 24 كانون الثاني 2025 استقبل أحمد الشرع ووزير الخارجية أسعد الشيباني وفداً سعودياً برئاسة فيصل بن فرحان آل سعود وزير الخارجية.[80][81][82][83]
- في 25 كانون الثاني 2025 قام أحمد الشرع ورئيس مجلس الوزراء محمد البشير ووزير الخارجية أسعد الشيباني باستقبال فيليبو غراندي مفوض الأمم المتحدة السامي لشؤون اللاجئين.[84][85][86]
- في 26 كانون الثاني 2025 استقبل أحمد الشرع ووزير الخارجية أسعد الشيباني ورئيس الاستخبارات العامة أنس خطاب وفداً تركيا برئاسة إبراهيم قالن رئيس جهاز الاستخبارات الوطنية.[87][88]
- في 28 كانون الثاني 2025 استقبل أحمد الشرع ووزير الخارجية أسعد الشيباني وفداً فلسطينياً برئاسة محمد المصطفى رئيس الوزراء وزير الخارجية.[89][90][91]
- في 28 كانون الثاني 2025 استقبل أحمد الشرع وفداً روسياً برئاسة ميخائيل بوغدانوف المبعوث الخاص لرئيس روسيا إلى الشرق الأوسط وبلدان أفريقيا، نائب وزير الخارجية.[92][93][94][95]
- في 30 كانون الثاني 2025 قام أحمد الشرع برفقة رئيس الحكومة محمد البشير ووزير الخارجية أسعد الشيباني ووزير الدفاع اللواء مرهف أبو قصرة ورئيس الاستخبارات العامة أنس خطاب باستقبال الشيخ تميم بن حمد آل ثاني أمير دولة قطر والوفد المرافق، وهي أول زيارة لرئيس دولة بعد الإطاحة بالأسد.[96][97][98]

### شباط
- في 2 شباط 2025 أجرى أحمد الشرع ووزير الخارجية أسعد الشيباني زيارة رسمية إلى رسمية إلى السعودية، وهي أول زيارة خارجية له منذ توليه قيادة البلاد عقب سقوط نظام بشار الأسد في 8 كانون الأول 2024.[99][100][101]
- في 4 شباط 2025 أجرى أحمد الشرع ووزير الخارجية أسعد الشيباني زيارة رسمية إلى تركيا استجابة لدعوة نظيره رجب طيب أردوغان.[102][103][104]
- في 6 شباط 2025 استقبل أحمد الشرع ووزير الخارجية أسعد الشيباني وفد الجمهورية السلوفينية برئاسة تانيا فاجون نائب رئيس مجلس الوزراء وزير الشؤون الخارجية والأوروبية  [لغات أخرى]‏.[105][106][107]
- في 8 شباط 2025 استقبل أحمد الشرع ووزير الخارجية أسعد الشيباني وفد منظمة حظر الأسلحة الكيميائية برئاسة المدير العام فرناندو أرياس غونزاليس  [لغات أخرى]‏.[108][109][110]
- في 8 شباط 2025 استقبل أحمد الشرع ووزير الخارجية أسعد الشيباني وفداً جزائرياً برئاسة أحمد عطاف وزير الدولة وزير الشؤون الخارجية.[111][112][113][114]
- في 9 شباط 2025 استقبل أحمد الشرع ووزير الخارجية أسعد الشيباني وفدأ يونانياً برئاسة جيورجيوس جيرابتريتس وزير الخارجية.[115][116]
- في 20 شباط 2025 استقبل أحمد الشرع ووزير الخارجية أسعد الشيباني وفدأ قبرصياً برئاسة كونستانتينوس كومبوس وزير الشؤون الخارجية  [لغات أخرى]‏.[117][118][119]
- في 21 شباط 2025 استقبل أحمد الشرع ووزير الخارجية أسعد الشيباني وفدأ صينياً برئاسة شي هونغ وي سفير جمهورية الصين الشعبية لدى سوريا.[120][121]
- في 26 شباط 2025 زار أحمد الشرع الأردن واجتمع ووزير الخارجية أسعد الشيباني مع الملك عبد الله الثاني بحضور الأمير الحسين بن عبد الله الثاني ولي العهد، ورئيس الوزراء جعفر حسان، ووزير الخارجية أيمن الصفدي في قصر بسمان الملكي.[122][123][124][125]
- في 28 شباط 2025 استقبل أحمد الشرع ووزير الخارجية أسعد الشيباني نجل رئيس الجمهورية التركية رئيس وقف نشر العلم بلال أردوغان والوفد المرافق الذي ضم نائب رئيس كتلة حزب العدالة والتنمية في البرلمان التركي عبد الحميد غُل، ورئيسة بلدية غازي عنتاب فاطمة شاهين، والنواب البرلمانيين عن الحزب، فاتح دونمز ومصطفى ورانك، ومحمد محرم قصاب أوغلو، والقائم بأعمال سفارة تركيا في دمشق السفير برهان كور أوغلو، بالإضافة إلى مسؤولين من بلدية غازي عنتاب.[126][127]

### آذار
- في 4 آذار 2025 وصل أحمد الشرع إلى العاصمة المصرية القاهرة واستقبله الرئيس المصري عبد الفتاح السيسي للمشاركة في القمة العربية غير العادية قمة فلسطين حول تطورات القضية الفلسطينية.[128][129][130] على هامش القمة التقى الشرع بكلا من:[131]
  - أنطونيو كوستا رئيس المجلس الأوربي.
  - رشاد محمد العليمي رئيس مجلس القيادة الرئاسي اليمني.
  - محمود عباس رئيس السلطة الفلسطينية. [132][133][134]
  - أنطونيو غوتيريش الأمين العام للأمم المتحدة.[135][136]
  - جوزيف عون رئيس الجمهورية اللبنانية.
  - عبد الفتاح السيسي رئيس جمهورية مصر العربية.
- في 12 آذار 2025 استقبل أحمد الشرع وفد الاتحاد العالمي لعلماء المسلمين برئاسة علي محيي الدين القره داغي رئيس الاتحاد.[137][138][139]
- في 13 آذار 2025 استقبل أحمد الشرع ووزير الخارجية أسعد الشيباني ووزير الدفاع مرهف أبو قصرة ورئيس جهاز الاستخبارات العامة أنس خطاب وفداً تركياً ضم هاكان فيدان وزير الشؤون الخارجية، ويشار غولر وزير الدفاع الوطني، وإبراهيم قالن رئيس جهاز الاستخبارات الوطنية.[140][141]
- في 20 آذار 2025 استقبل أحمد الشرع ووزير الخارجية أسعد الشيباني وفداً ألمانياً على رأسه أنالينا بيربوك وزيرة الخارجية وآرمين لاشيت نائب رئيس الجمعية البرلمانية لمجلس أوروبا.[142][143]

### نيسان
- في 10 نيسان 2025 استقبل أحمد الشرع ووزير الخارجية أسعد الشيباني وفداً من كوريا الجنوبية برئاسة تشو تاي يول وزير الخارجية.[144][145][146]
- في 11 نيسان 2025 وصل أحمد الشرع ووزير الخارجية أسعد الشيباني إلى تركيا للمشاركة في منتدى أنطاليا الدبلوماسي المنعقد تحت شعار "التمسك بالدبلوماسية في عالم منقسم". على هامش القمة التقيا بكلا من:[147][148][149][150][151]
  - فيوسا عثماني رئيسة جمهورية كوسوفو.[152]
  - إلهام علييف رئيس جمهورية أذربيجان.[153][154]
  - محمد بن عبد الرحمن آل ثاني رئيس مجلس الوزراء وزير خارجية دولة قطر.[155][156]
  - عبد الحميد الدبيبة رئيس وزراء دولة ليبيا.[157][158]
  - رجب طيب أردوغان رئيس الجمهورية التركية وهاكان فيدان وزير الشؤون الخارجية.[159]
  - نيجيرفان بارزاني رئيس إقليم كردستان العراق.[160]
- في 13 نيسان 2025 وصل أحمد الشرع والوفد المرافق له إلى مطار البطين في الإمارات. وكان في استقباله الشيخ عبد الله بن زايد آل نهيان نائب رئيس مجلس الوزراء وزير خارجية، ليجتمع مع محمد بن زايد آل نهيان رئيس الدولة في قصر الشاطئ بأبو ظبي.[161][162][163][164]
- في 14 نيسان 2025 استقبل أحمد الشرع ووزير الخارجية أسعد الشيباني وفداً لبنانياً برئاسة نواف سلام رئيس مجلس الوزراء.[165][166][167][168][169]
- في 15 نيسان 2025 وصل أحمد الشرع ووزير الخارجية أسعد الشيباني إلى دولة قطر وكان في استقبلهما الأمير تميم بن حمد آل ثاني.[170][171][172][173][174]
  - في 15 نيسان 2025 التقى أحمد الشرع في الدوحة برئيس وزراء العراق محمد شياع السوداني بوساطة وحضور الأمير تميم بن حمد آل ثاني.[175][176][177][178][179]
- في 17 نيسان 2025 استقبل أحمد الشرع ووزير الخارجية أسعد الشيباني السيد أيمن الصفدي وزير الخارجية الأردني.[180][181][182][183]
- في 17 نيسان 2025 استقبل أحمد الشرع ووزير الخارجية أسعد الشيباني السيد مارون كيروز المدير التنفيذي لمركز الشؤون الدولية والتجارية والجيوسياسية في المنتدى الاقتصادي العالمي وعضو مجلس إدارة المنتدى.[184][185]
- في 18 نيسان 2025 استقبل أحمد الشرع ووزير الخارجية أسعد الشيباني وفداً فلسطينياً برئاسة محمود عباس رئيس السلطة الفلسطينية.[186][187][188][189][190]
- في 19 نيسان 2025 استقبل أحمد الشرع ووزير الخارجية أسعد الشيباني كوري لي ميلز  [لغات أخرى]‏ عضو مجلس النواب الأمريكي عن الدائرة السابعة بولاية فلوريدا.[191][192][193][194]
- في 21 نيسان 2025 استقبل أحمد الشرع مارلين ستوتزمان  [لغات أخرى]‏ عضو مجلس النواب الأمريكي عن الدائرة الثالثة بولاية إنديانا.[195][196][197][198]
- في 25 نيسان 2025 استقبل أحمد الشرع وفداً عراقياً برئاسة حميد الشطري رئيس جهاز المخابرات الوطني.[199][200][201][202]
- في 27 نيسان 2025 قام أحمد الشرع باستقبال أحمد فكاك البدراني وزير الثقافة والسياحة والآثار المبعوث عن رئيس الوزراء العراقي لتسليم دعوة رسمية للمشاركة في القمة العربية في بغداد.[203][204]

### أيار
- في 1 أيار 2025 حضر أحمد الشرع توقيع اتفاقية الهيئة العامة للمنافذ البرية والبحرية ممثلة بمديرها قتيبة بدوي اتفاقية مع الشركة الفرنسية سي إم ايه - سي جي أم ممثلة بمديرها بمنطقة الشرق الأوسط جوزيف دقاق في قصر الشعب بدمشق.[205][206]
- في 1 أيار 2025 استقبل أحمد الشرع وفدا لرجال أعمال من جمهورية الصين الشعبية برئاسة تشو ليجانغ المدير العام لشركة AOJ - TECHNOLOGY في منطقة الشرق الأوسط.[207][208]
- في 2 أيار 2025 استقبل أحمد الشرع ووزير الخارجية أسعد الشيباني رجل الأعمال التونسي الدكتور كمال الغريبي رئيس مجموعة GKSD القابضة للاستثمار ورئيس مجموعة مستشفيات سان دوناتو التابعة للمعهد العلمي للبحوث والاستثمار والرعاية الصحية في إيطاليا، برفقة مستساره الخاص الدكتور تمام يوسف.[209][210]
- في 2 أيار 2025 استقبل أحمد الشرع ووزير الخارجية أسعد الشيباني الرئيس السابق لـلحزب التقدمي الاشتراكي في لبنان والزعيم الدرزي وليد جنبلاط.[211][212][213]
- في 2 أيار 2025 استقبل أحمد الشرع وفداً من الولايات المتحدة الأمريكية برئاسة رجل الأعمال جوناثان باس الرئيس التنفيذي لشركة أرجنت إل إن جي المتخصصة المتخصصة في تطوير مشاريع الغاز المسال.[214][215][216][217]
- في 3 أيار 2025 استقبل أحمد الشرع وفداً من المجلس التركماني السوري برئاسة رئيس المجلس فيصل جمعة بن جاسم.[218][219][220]
- في 4 أيار 2025 استقبل أحمد الشرع ووزير الخارجية أسعد الشيباني وفداً أذربيجانياً برئاسة سمير شريفوف نائب رئيس مجلس الوزراء.[221][222][223]
- في 7 أيار 2025 وصل أحمد الشرع والوفد المرافق له إلى مطار شارل دي غول، في أول زيارة رسمية له إلى أوروبا، واستقبله الرئيس الفرنسي إيمانويل ماكرون في قصر الإليزيه وعقده معه مؤتمرصحفي.[224][225][226][227][228]
  - في 7 أيار 2025 التقى أحمد الشرع الشرع ووزير الخارجية أسعد الشيباني مع فريد المذهان المعروف بـ “قيصر”.[229][230][231]
  - في 7 أيار 2025 اجتمع أحمد الشرع والوفد المرافق مع محمد صويلحي  [لغات أخرى]‏ الوزير المفوض للشؤون الفرانكوفونية والشراكات الدولية وعدداً من المسؤولين الفرنسيين في مقر الوزارة في باريس.[232][233]
- في 10 أيار 2025 وصل أحمد الشرع إلى مطار البحرين على رأس وفد رسمي وكان في استقباله الشيخ ناصر بن حمد آل خليفة، واستقبله الملك حمد بن عيسى آل خليفة في قصر الصخير.[234][235][236][237]
- في 12 أيار 2025 استقبل أحمد الشرع وفداً صينياً برئاسة تشين وي تشينغ المدير العام لإدارة شؤون غرب آسيا وشمال أفريقيا لدى وزارة الخارجية الصينية.[238][239][240]
- في 13 أيار 2025 وصل أحمد الشرع إلى السعودية لعقد لقاء مرتقب مع الرئيس الأمريكي دونالد ترامب وولي العهد السعودي محمد بن سلمان.[241][242][243]
  - في 14 أيار 2025 اجتمع أحمد الشرع مع الرئيس الأمريكي دونالد ترامب وولي عهد السعودية محمد بن سلمان في السعودية.[244][245][246][247]
- في 16 أيار 2025 استقبل أحمد الشرع وفداِ من رجال الأعمال والمستثمرين من دولة الكويت برئاسة بدر ناصر الخرافي لمناقشة المشاريع الاستثمارية في مجالات البنية التحتية والاتصالات.[248][249]
- في 20 أيار 2025 عقد أحمد الشرع ووزير الخارجية أسعد الشيباني ورئيس جهاز المخابرات العامة حسين السلامة اجتماعاً مع إبراهيم قالن رئيس جهاز الاستخبارات الوطنية التركية.[250][251][252]
- في 22 أيار 2025 استقبل أحمد الشرع وفداً تركياً برئاسة مع ألب أرسلان بيرقدار وزير الطاقة والموارد الطبيعية، وبحضور وزير الطاقة محمد البشير بُحثت سبل تعزيز التعاون الثنائى بين سوريا وتركيا في مجالات الطاقة والموارد الطبيعية.[253][254][255]
- في 24 أيار 2025 وصل أحمد الشرع على رأس وفد حكومي إلى تركيا واستقبله الرئيس التركي رجب طيب أردوغان في قصر دولما بهتشة في إسطنبول.[256][257][258]
  - في 24 أيار 2025 التقى أحمد الشرع ووزير الخارجية أسعد الشيباني مع توماس باراك المبعوث الأمريكي الخاص إلى سوريا على هامش الزيارة إلى تركيا.[259][260][261]
- في 25 أيار 2025 ترأس أحمد الشرع وفداً ضمَّ كلاً من أسعد الشيباني وزير الخارجية والمغتربين ومرهف أبو قصرة وزير الدفاع، وذلك خلال اجتماع عُقد في العاصمة أنقرة، مع وفدٍ تركيٍّ ضمّ كلاً من جودت يلماز نائب رئيس الجمهورية ومحمد شيمشك وزير الخزانة والمالية، وفاتح كارهان  [لغات أخرى]‏ محافظ البنك المركزي، وهالوك غورغون رئيس وكالة الصناعات الدفاعية.[262][263]
- في 26 أيار 2025 استقبل أحمد الشرع رئيس لجنة الإنقاذ الدولية ديفيد ميليباند والوفد المرافق له في قصر الشعب بدمشق.[264][265]
- في 29 أيار 2025 استقبل أحمد الشرع سفير الولايات المتحدة لدى سوريا  [لغات أخرى]‏ توماس باراك في قصر الشعب بالعاصمة دمشق. حضر اللقاء وزيرا الخارجية والمغتربين أسعد الشيباني والدفاع مرهف أبو قصرة ورئيس جهاز الاستخبارات العامة حسين سلامة.[266]
- في 29 أيار 2025 حضر أحمد الشرع توقيع وزارة الطاقة لمذكرات تفاهم مع مجموعة UCC العالمية وشركة أورباكون وشركة باور الدولية وشركة جنكيز للطاقة وشركة كاليون للطاقة.[267][268][269][270]
- في 31 أيار 2025 استقبل أحمد الشرع وفداً اقتصادياً سعودياً برئاسة فيصل بن فرحان آل سعود وزير الخارجية، في زيارة تهدف إلى تعزيز التعاون بين البلدين.[271][272][273][274]
- في 31 أيار 2025 التقى أحمد الشرع برجل الأعمال السوري البريطاني أيمن أصفري لبحث الاستثمار في قطاع النفط.[275][276][277]

### حزيران
- في 1 حزيران 2025 وصل أحمد الشرع إلى مطار الكويت على رأس وفد رسمي وكان في استقباله عبد الله علي اليحيا وزير الخارجية، ليلتقي به الأمير مشعل الأحمد الجابر الصباح في قصر بيان.[278][279][280][281][282][283][284]
  - في 1 حزيران 2025 عقد أحمد الشرع ووزير الخارجية والمغتربين أسعد الشيباني اجتماعاً موسعاً مع النائب الأول لرئيس مجلس الوزراء وزير الداخلية الشيخ فهد يوسف سعود الصباح ووزير الخارجية عبد الله علي اليحيا في قصر بيان.[285][286]
  - في 1 حزيران 2025 التقى أحمد الشرع ووزير الخارجية أسعد الشيباني. عدداً من رجال الأعمال لبحث المشاريع التنموية وآفاق الاستثمار في سوريا.[287]
- في 4 حزيران 2025 استقبل أحمد الشرع ووزير الخارجية والمغتربين أسعد الشيباني المدير العام للوكالة الدولية للطاقة الذرية رافائيل ماريانو غروسي في العاصمة دمشق.[288][289][290][291][292]
- في 4 حزيران 2025 استقبل أحمد الشرع ووزير الخارجية والمغتربين أسعد الشيباني مفوضة الاتحاد الأوروبي لشؤون المتوسط دوبرافكا شويسا في العاصمة دمشق.[293][294][295][296][297]
- في 9 حزيران 2025 استقبل أحمد الشرع ووزير الخارجية والمغتربين أسعد الشيباني في قصر الشعب بدمشق المبعوث الخاص لرئيس الوزراء العراقي إلى سوريا عزت الشابندر.[298][299][300][301]
- في 9 حزيران 2025 التقى أحمد الشرع بالقس جوني مور والحاخام أبراهام كوبر في قصر الشعب بدمشق.[302][303][304][305]
- في 21 حزيران 2025 التقى أحمد الشرع في دمشق وكيل الأمين العام لإدارة عمليات السلام في الأمم المتحدة جان بيير لاكروا والوفد المرافق له.[306][307][308][309]
- في 29 حزيران 2025 التقى أحمد الشرع في دمشق بالمبعوث الخاص للأمم المتحدة إلى سوريا غير بيدرسون، وذلك بحضور وزير الخارجية والمغتربين أسعد الشيباني.[310][311]
- في 29 حزيران 2025 حضر أحمد الشرع في قصر الشعب بدمشق توقيع مذكرة تفاهم بين وزارة الإعلام وشركة المها الدولية لإنشاء مدينة “بوابة دمشق” للإنتاج الإعلامي والفني والسياحي في سوريا.[312][313]

### تموز
- في 5 تموز 2025 استقبل أحمد الشرع في دمشق وفداً بريطانياً برئاسة ديفيد لامي وزير الخارجية وشؤون الكومنولث والتنمية، وذلك بحضور وزير الخارجية والمغتربين أسعد الشيباني.[314][315][316][317][318]
- في 5 تموز 2025 استقبل أحمد الشرع في دمشق وفد دار الفتوى في الجمهورية اللبنانية برئاسة مفتي لبنان الشيخ عبد اللطيف دريان.[319][320]
- في 7 تموز 2025 وصل أحمد الشرع والوفد المرافق له إلى دولة الإمارات العربية المتحدة وكان في استقباله عبد الله بن زايد آل نهيان نائب رئيس مجلس الوزراء وزير خارجية، ليجتمع مع محمد بن زايد آل نهيان رئيس الدولة في قصر الشاطئ بأبو ظبي.[321][322][323][324][325][326]
- في 9 تموز 2025 استقبل أحمد الشرع المبعوث الخاص للولايات المتحدة الأمريكية إلى سوريا توماس باراك والوفد المرافق له في قصر الشعب بالعاصمة دمشق، وذلك بحضور وزير الخارجية والمغتربين أسعد الشيباني.[327][328][329][330][331]
- في 12 تموز 2025 وصل أحمد الشرع والوفد المرافق له إلى دولة أذربيجان والتقى إلهام علييف رئيس جمهورية أذربيجان في قصر زوغولبا  [لغات أخرى]‏ بالعاصمة باكو.[332][333][334][335][336][337]
- في 13 تموز 2025 حضر أحمد الشرع في قصر الشعب بدمشق توقيع الهيئة العامة للمنافذ البرية والبحرية وشركة موانئ دبي العالمية اتفاقية بقيمة 800 مليون دولار أمريكي.[338]
- في 19 تموز 2025 استقبل أحمد الشرع وفداً من رجال الأعمال السعوديين برئاسة محمد أبو نيان وسليمان المهيدب في قصر الشعب بدمشق.[339][340][341]
- في 24 تموز 2025 حضر أحمد الشرع انعقاد المنتدى الاستثماري السوري السعودي في قصر الشعب بدمشق، بمشاركة وزراء ورجال أعمال ومستثمرين.[342][343][344]

### آب
- في 5 آب 2025 استقبل أحمد الشرع مستشار الأمن القومي البريطاني  [لغات أخرى]‏ جوناثان باول بحضور وزير الخارجية والمغتربين أسعد حسن الشيباني، ورئيس الاستخبارات العامة حسين السلامة، في العاصمة دمشق.[345][346][347]
- في 6 آب 2025 حضر أحمد الشرع توقيع مذكرات تفاهم استثمارية مع عدد من الشركات الدولية وذلك في قصر الشعب بدمشق، وشملت 12 مشروعاً استثمارياً بقيمة 14 مليار دولار أمريكي، تنفذ بعدد من المحافظات السورية.[348][349][350][351][352]
- في 7 آب 2025 استقبل أحمد الشرع وبحضور وزير الخارجية والمغتربين أسعد حسن الشيباني، وفداً تركياً برئاسة هاكان فيدان وزير الشؤون الخارجية، في العاصمة دمشق.[353][354][355]
- في 10 آب 2025 التقى أحمد الشرع ووزير الخارجية أسعد الشيباني بعضو الكونجرس الأمريكي إبراهيم حمادة.[356][357][358]
- في 19 آب 2025 استقبل أحمد الشرع في دمشق وفداً من أعضاء مجلسي النواب والشيوخ الأمريكيين بحضور وزير الخارجية والمغتربين أسعد حسن الشيباني ووزير الداخلية أنس خطاب.[359][360][361][362][363][364]